# Avkomma

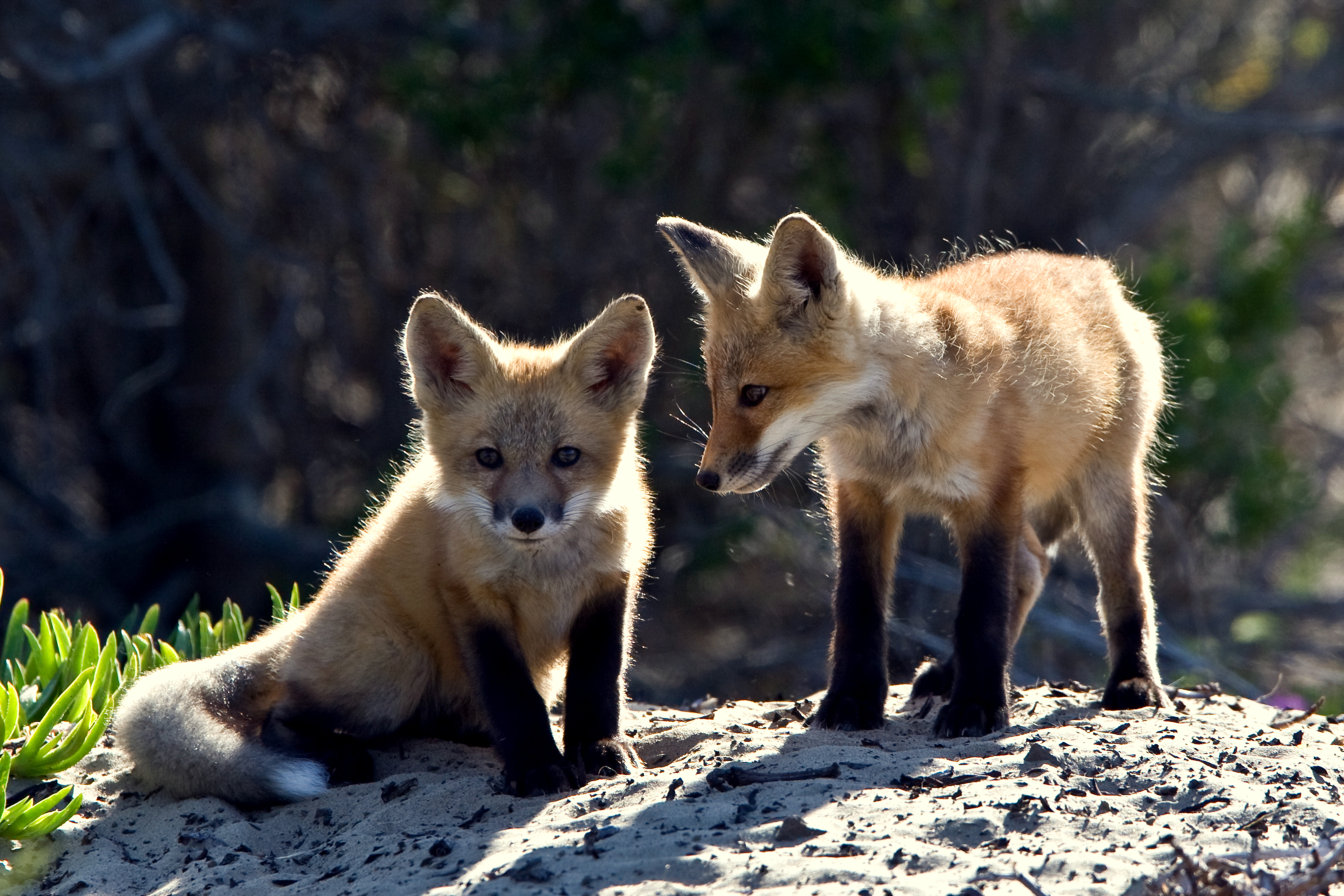
Två rävungar ur samma kull.

Avkomma kallas inom biologin produkten av fortplantning, det vill säga en ny organism som har en eller flera föräldrar. 
En ännu icke könsmogen avkomma kallas unge eller yngel. Ordet unge används i första hand om avkomman till amnioterna, det vill säga däggdjur, fåglar och reptiler, och särskild om sådan som ännu är under sina föräldrars beskydd. Det är exempelvis möjligt att tala om fågelungar och krokodilungar eller grodyngel, biyngel och fiskyngel. För vissa djur finns särskilda termer, till exempel valp (hund), kid (rådjur och andra hjortar), kyckling (hönsfåglar), kalv (nötkreatur, elefant och val), lamm (får), killing (get), kulting (gris), föl (häst), kut (säl), gässling (gås) eller barn (människor). 
Två eller flera ungar som föds samtidigt – flerbörd – utgör en kull. Ungarna i samma kull är kullsyskon med varandra. För människobarn används termen flerbarnsbörd och i stället för kullsyskon säger man tvillingar, trillingar och så vidare.